# Bert Haanstra
Bert Haanstra (Espelo, 31 maggio 1916 – Hilversum, 23 ottobre 1997) è stato un regista, etologo e fotografo olandese.
Il suo documentario Glas (1958) vinse l'Oscar al miglior cortometraggio documentario nel 1960, mentre Fanfare (1958) fu il film olandese più visto dell'epoca, venendo superato solo nel 1973 da Fiore di carne (1973).

## Biografia
Haanstra nacque da Folkert Haanstra e Jansje Schuiveling nella casa adiacente alla scuola pubblica "Bosschool" di Espelo, un piccolo villaggio vicino ad Holten, di cui il padre era il preside. Passò la sua infanzia in diverse località tra Twente e Salland, prima di stabilirsi nella piccola cittadina tessile di Goor.
Frequentò l'istituto magistrale di Hengelo e contemporaneamente studiò fotografia presso il rinomato fotografo olandese Staal. Nel 1934 si trasferì infatti ad Amsterdam per lavorare come fotoreporter. Durante gli anni della Seconda Guerra Mondiale studiò pittura presso l'Accademia Reale delle Belle Arti di Amsterdam e dal 1947 cominciò la sua attività di regista professionista.
Durante la guerra operò come fotografo spia: lavorava come disegnatore tecnico presso la società elettrica di Amsterdam, dove utilizzava la stanza per la fototipia a mo' di camera oscura per il suo lavoro illegale. Tra il 1942 ed il 1943 Haanstra sviluppò numerosi microfilm su 35mm con foto di obiettivi strategici, che gli alleati utilizzavano per pianificare i loro bombardamenti. Inoltre collaborò con una centrale clandestina di falsificazione dei documenti, occupandosi di sviluppare sviluppò ingrandimenti di francobolli per permetterne la falsificazione. Aderì anche al gruppo di fotografia "De ondergedoken Camera".
Haanstra fu nominato ufficiale dell'Ordine di Orange-Nassau. Era sposato con Angenita (Nita) Wijtmans. Come i suoi genitori anche Haanstra fu colpito in vecchiaia dalla malattia di Alzheimer: morì ad Hilversum per una polmonite e giace accanto alla moglie al cimitero comunale di Laren. Anche i figli sono attivi nel campo del cinema: Jurre Haanstra compone musica da film mentre Rimko Haanstra è regista.

## Filmografia
Il suo primo film fu De Muiderkring herleeft, uscito nel 1949. Nel 1950 il produttore Piet van Moock diede ad Haanstra la possibilità di fare un film su un soggetto a sua scelta: ne nacque il film di successo Spiegel van Holland, che nel 1951 vinse il Grand Prix du Court Métrage al Festival di Cannes. Seguirono altri successi come Fanfare (1958), Bij de beesten af (1972) e Il dottor Pulder coltiva papaveri (1975). La sua ultima commedia, Een Pak Slaag del 1979, non ricevette invece una buona accoglienza. In seguito Haanstra chiarì che all'epoca era troppo preso dalla madre affetta da malattia di Alzheimer che anche il personaggio principale ne risentì.
Haanstra vinse l'Oscar nel 1960 per il suo documentario Glas. I suoi film Alleman (1963) e Bij de beesten af ottennero invece la nomination. Questi film come pure De stem van het water, mettono in evidenza la specialità di Haanstra: l'arguta rappresentazione della società.
Alcuni dei suoi film furono mostrati al Festival di Cannes:
- 1951: Miroirs de Hollande (onderscheiden met de "Grand Prix du- court métrage" )
- 1952: Panta Rhei
- 1954: Exploratieboren
- 1954: De opsporing van aardolie
- 1956: En de zee was niet meer
- 1957: Rembrandt schilder van de mens
- 1958: Fanfare

La sua intera filmografia è uscita su dieci dvd ("Bert Haanstra compleet") con alcuni commenti dello stesso Haanstra.
- De Muiderkring herleeft (1949)
- Spiegel van Holland (1950)
- Nederlandse beeldhouwkunst tijdens de late middeleeuwen (1951)
- Panta Rhei (1952)
- Dijkbouw (1952)
- Ontstaan en vergaan (1953)
- Op zoek naar aardolie (1953)
- De Exploratieboring (1953)
- Het Olieveld (1954)
- Strijd zonder einde (1955)
- God Shiva (1955)
- En de zee was niet meer (1955)
- Rembrandt, schilder van de mens (1957)
- Over glas gesproken (1958)
- Glas (1958)
- Fanfare (1958)
- De zaak M.P. (1960)
- Zoo (1961)
- Delta phase 1 (1962)
- Alleman (1963)
- De stem van het water (1966)
- Retour Madrid (1968)
- Trafic (co-regista con Jacques Tati) (1971)
- Bij de beesten af (1972)
- Il dottor Pulder coltiva papaveri (Dokter Pulder zaait papavers) (1975)
- Nationale parken... noodzaak (1978)
- Een pak slaag (1979)
- Vroeger kon je lachen (1983)
- Nederland (1983)
- Chimps onder elkaar (1984)
- Monument voor een gorilla (1987)
- Kinderen van Ghana (1988)

## Opere in collezioni pubbliche (selezione)
- Rijksmuseum Amsterdam[1]